# Perales del Puerto (kommunhuvudort)
Perales del Puerto är en kommunhuvudort i Spanien.   Den ligger i provinsen Provincia de Cáceres och regionen Extremadura, i den centrala delen av landet, 250 km väster om huvudstaden Madrid. Perales del Puerto ligger 429 meter över havet och antalet invånare är 976.
Terrängen runt Perales del Puerto är kuperad åt nordväst, men åt sydost är den platt. Runt Perales del Puerto är det glesbefolkat, med 12 invånare per kvadratkilometer. Närmaste större samhälle är Moraleja, 10,1 km söder om Perales del Puerto. 